# Ionochromisme
Les matériaux ionochromes, de manière similaire aux matériaux photochromes, thermochromes et autres matériaux chromiques, voient leur couleur modifiée en présence d'un facteur ionique et revenir à leur état initial lorsque ce facteur est ôté. 

## Description
Les ions sont des atomes électriquement chargés. Les cations sont chargés positivement (déficitaires en électron(s)) alors que les anions sont chargés négativement (excédentaires en électron(s)).
Un flux d'ions au travers d'un matériau ionochrome induit une réaction/un changement de couleur de ce matériau. Ce matériau est, par de nombreux aspects, similaire aux matériaux électrochromes qui changent de couleur lorsqu'un flux d'électrons les traversent. Les électrons, comme les anions, portent des charges négatives. Ainsi, les matériaux électrochromes et ionochromes ont leur modification de couleur activée par des particules chargées. Les espèces ionochromes sont utilisables pour la détection de particules chargées. Des espèces ionochromes peuvent être utilisées comme indicateurs pour les titrages complexométriques.

## Sources
- (en) Cet article est partiellement ou en totalité issu de l’article de Wikipédia en anglais intitulé « Ionochromism » (voir la liste des auteurs).